# نووا گایدوبرا
نووا گایدوبرا (به صربی: Nova Gajdobra) یک منطقهٔ مسکونی در صربستان است که در Bačka Palanka Municipality واقع شده‌است. نووا گایدوبرا ۱٬۴۰۹ نفر جمعیت دارد.